# 松井宗信 (左衛門佐)
松井 宗信（まつい むねのぶ）は、戦国時代の武将。遠江の国人。今川氏の家臣。遠江二俣城主。今川義元の近従を勤め、のちに三河・尾張方面の遠征軍指揮官として忠節を積むが、桶狭間の戦いにて戦死した。

## 生涯
永正12年（1515年）、遠江松井氏の惣領で遠江国堤城主の松井貞宗の次男として誕生。
家督を継いでいた兄・信薫が病死すると、享禄2年（1529年）に家督および二俣城主を継いだという。今川氏輝、今川義元、今川氏真3代にわたり家臣として仕え、駿府在番衆を務めたほか、今川氏の軍略に従い各地を転戦し、天文16年（1547年）9月には天野安芸守とともに三河国の田原城攻めの最前で「粉骨無比類」の働きをして主君・義元から感状を受けた。永禄2年（1559年）2月には父・貞宗の知行・代官職を生前譲与される事について、今川氏真から領掌（了承）の旨の判物を与えられている。
永禄3年（1560年）、今川義元の尾張遠征に従軍し、桶狭間の戦いでは、宗信率いる一党は本陣の前備えに配置されていた。織田軍が強襲した際には本陣を守るため、宗信は手勢200名を率いて馳せ戻り懸命に奮戦したが、宗信以下ほとんどが討ち取られたと伝えられる。享年46。
宗信の死後、信薫の子・宗親が二俣城主となったが、叛意を疑われて駿府で誘殺されると、その跡を宗信の子・宗恒が継いだ。

## その後の松井氏
今川氏の支配力が衰え、三河で独立した徳川氏が遠江へ、甲斐の武田氏が駿河へ侵攻を始める。この情勢を受け松井氏はどちらの支持勢力となるかで家中の対立が生まれ、分裂することになった。宗信の嫡子・宗恒と同族松井宗保（惣左衛門尉）の子宗直は、はじめ永禄11年（1568年）12月に二俣城にて徳川家康に降伏して城を退去したが、元亀3年（1572年）に来攻した武田信玄に降り、その将依田信蕃に属して二俣城守備に再度ついたと推定される。しかし、武田氏衰亡と共に依田信蕃も家康に味方し、松井宗直系の遠江松井氏は再び徳川氏に帰参したと思われ、以後信州丸子河原合戦で戦功をあげて徳川直参旗本松井氏となる。
ところが三河松井氏（松井忠次の系）が譜代大名となり、清和源氏為義流を称したためか、宗直一族は『寛政重修諸家譜』では橘姓に分類され、その按文において清和源氏為義流発祥を主張している。

## 中興の祖

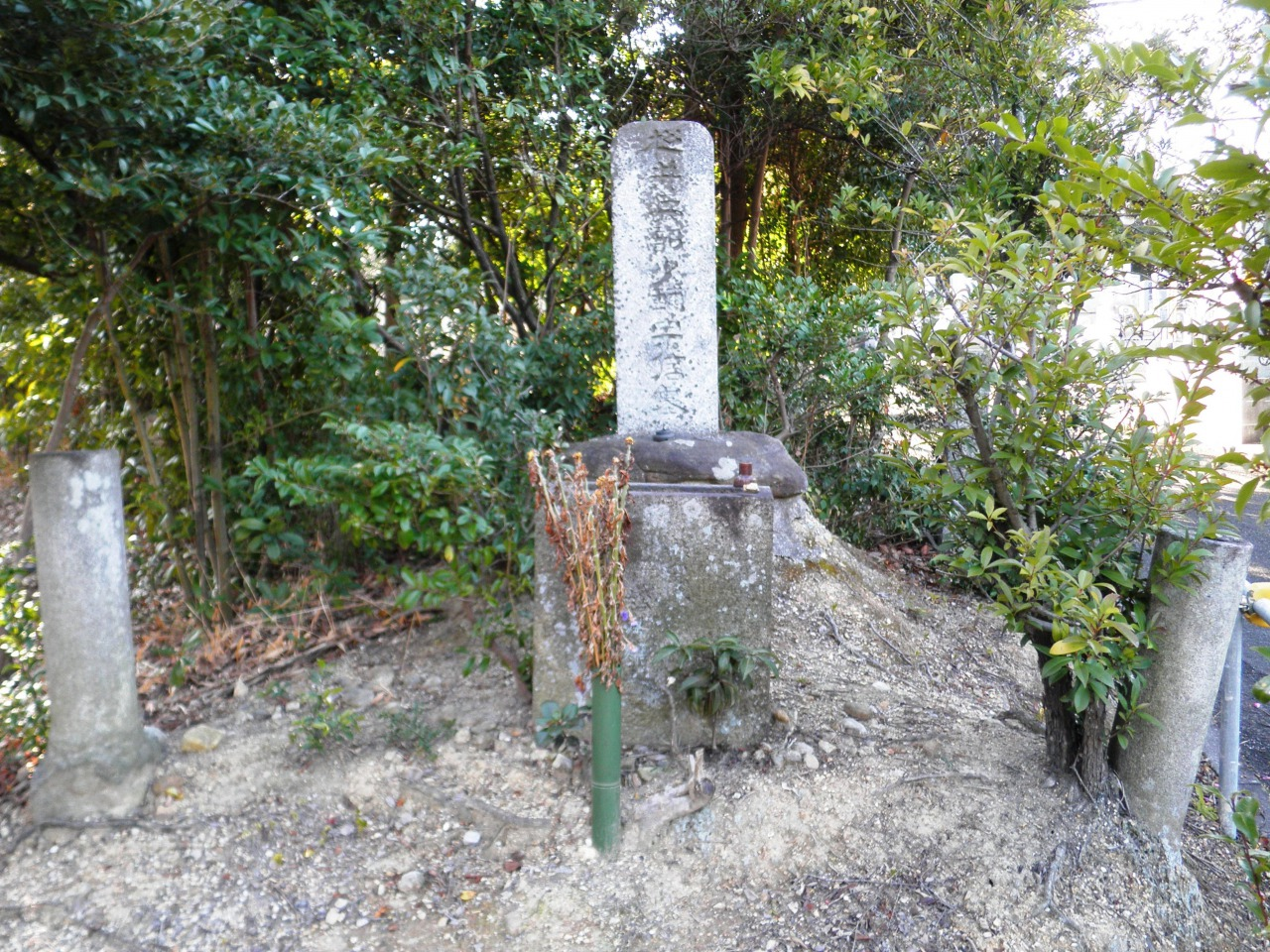
国指定史蹟桶狭間古戦場伝説地にある松井宗信の墓（豊明市栄町南舘、高徳院境内）

二俣城主として今川氏の最盛期に貢献し、桶狭間の戦いで主君を守るため壮絶な戦いを繰り広げ戦死した宗信は、後世、その忠節への敬意も含め「遠江松井氏中興の祖」とも呼ばれる。現在、国指定史蹟桶狭間古戦場伝説地（愛知県豊明市）と、天竜院（静岡県磐田市）に墓碑がある。
大日本帝国陸軍大将の松井石根はこの松井氏の子孫で、先祖、特に宗信の遺業を敬い、たびたび墓碑に訪れ供養をしたという。

## 登場作品
小説
- 楠乃小玉『織田信長と岩室長門守』（2016年刊、青心社）